# Glenn Hoddle
Glenn Hoddle (27 tháng 10, 1957 tại Hayes, Luân Đôn) là huấn luyện viên bóng đá người Anh và cũng từng là tiền vệ bóng đá của các câu lạc bộ Tottenham Hotspur, AS Monaco, Chelsea, Swindon Town và đội tuyển Anh.
Năm 2007 ông được ghi danh vào bảo tàng lưu danh của các cầu thủ bóng đá quốc gia Anh. Đó là một vinh dự rất lớn mà không phải cầu thủ nào cũng có thể đạt được.
Sau khi từ giã sự nghiệp cầu thủ ông bắt đầu sự nghiệp huấn luyện. Các câu lạc bộ ông huấn luyện là Swindon Town (đưa đội này lên chơi ở giải ngoại hạng), Chelsea (đưa đội này lọt vào chung kết FA Cup), Southampton, Tottenham Hotspur (đưa các đội này lọt vào chung kết League Cup) và gần đây nhất là Wolverhampton Wanderers.
Ông cũng là huấn luyện viên đội tuyển Anh tham dự world cup 1998. Ở giải này đội tuyển Anh đã lọt được vào vòng 2 (16 đội) và chỉ để thua đội Argentina trên chấm 11m.

## Danh hiệu

### Cầu thủ
Tottenham Hotspur
- FA Cup: 1980–81, 1981–82
- FA Charity Shield: 1981 (đồng vô địch)
- UEFA Cup: 1983–84

AS Monaco
- Division 1: 1987–88

### Cầu thủ kiêm huấn luyện viên
Swindon Town
- Football League First Division play-offs: 1993

Chelsea
- FA Cup á quân: 1993–94

### Huấn luyện viên
Tottenham Hotspur
- Football League Cup á quân: 2001–02[2]

## Thống kê

### Các trận đấu
| Thành tích cấp CLB  | Thành tích cấp CLB  | Thành tích cấp CLB  | Giải vô địch | Giải vô địch | Cúp quốc gia    | Cúp quốc gia    | Cúp liên đoàn     | Cúp liên đoàn     | Cúp châu lục | Cúp châu lục | Tổng cộng | Tổng cộng |
| Mùa giải            | CLB                 | Giải vô địch        | Trận         | Bàn          | Trận            | Bàn             | Trận              | Bàn               | Trận         | Bàn          | Trận      | Bàn       |
| Anh                 | Anh                 | Anh                 | Giải vô địch | Giải vô địch | Cúp FA          | Cúp FA          | Cúp Liên đoàn     | Cúp Liên đoàn     | Châu Âu      | Châu Âu      | Tổng cộng | Tổng cộng |
| ------------------- | ------------------- | ------------------- | ------------ | ------------ | --------------- | --------------- | ----------------- | ----------------- | ------------ | ------------ | --------- | --------- |
| 1975-76             | Tottenham Hotspur   | First Division      | 7            | 1            |                 |                 |                   |                   |              |              |           |           |
| 1976-77             | Tottenham Hotspur   | First Division      | 39           | 4            |                 |                 |                   |                   |              |              |           |           |
| 1977-78             | Tottenham Hotspur   | Second Division     | 41           | 12           |                 |                 |                   |                   |              |              |           |           |
| 1978-79             | Tottenham Hotspur   | First Division      | 35           | 7            |                 |                 |                   |                   |              |              |           |           |
| 1979-80             | Tottenham Hotspur   | First Division      | 41           | 19           |                 |                 |                   |                   |              |              |           |           |
| 1980-81             | Tottenham Hotspur   | First Division      | 38           | 12           |                 |                 |                   |                   |              |              |           |           |
| 1981-82             | Tottenham Hotspur   | First Division      | 34           | 10           |                 |                 |                   |                   |              |              |           |           |
| 1982-83             | Tottenham Hotspur   | First Division      | 24           | 1            |                 |                 |                   |                   |              |              |           |           |
| 1983-84             | Tottenham Hotspur   | First Division      | 24           | 4            |                 |                 |                   |                   |              |              |           |           |
| 1984-85             | Tottenham Hotspur   | First Division      | 28           | 8            |                 |                 |                   |                   |              |              |           |           |
| 1985-86             | Tottenham Hotspur   | First Division      | 31           | 7            |                 |                 |                   |                   |              |              |           |           |
| 1986-87             | Tottenham Hotspur   | First Division      | 35           | 3            |                 |                 |                   |                   |              |              |           |           |
| Pháp                | Pháp                | Pháp                | Giải vô địch | Giải vô địch | Coupe de France | Coupe de France | Coupe de la Ligue | Coupe de la Ligue | Châu Âu      | Châu Âu      | Tổng cộng | Tổng cộng |
| 1987-88             | Monaco              | Division 1          | 34           | 8            |                 |                 |                   |                   |              |              |           |           |
| 1988-89             | Monaco              | Division 1          | 32           | 18           |                 |                 |                   |                   |              |              |           |           |
| 1989-90             | Monaco              | Division 1          | 3            | 1            |                 |                 |                   |                   |              |              |           |           |
| 1990-91             | Monaco              | Division 1          | 0            | 0            |                 |                 |                   |                   |              |              |           |           |
| Anh                 | Anh                 | Anh                 | Giải vô địch | Giải vô địch | Cúp FA          | Cúp FA          | Cúp Liên đoàn     | Cúp Liên đoàn     | Châu Âu      | Châu Âu      | Tổng cộng | Tổng cộng |
| 1991-92             | Swindon Town        | Second Division     | 22           | 0            |                 |                 |                   |                   |              |              |           |           |
| 1992-93             | Swindon Town        | First Division      | 42           | 1            |                 |                 |                   |                   |              |              |           |           |
| 1993-94             | Chelsea             | Premier League      | 19           | 1            |                 |                 |                   |                   |              |              |           |           |
| 1994-95             | Chelsea             | Premier League      | 12           | 0            |                 |                 |                   |                   |              |              |           |           |
| Tổng cộng           | Anh                 | Anh                 | 472          | 90           |                 |                 |                   |                   |              |              |           |           |
| Tổng cộng           | Pháp                | Pháp                | 69           | 27           |                 |                 |                   |                   |              |              |           |           |
| Tổng cộng sự nghiệp | Tổng cộng sự nghiệp | Tổng cộng sự nghiệp | 541          | 117          |                 |                 |                   |                   |              |              |           |           |

### Các đội huấn luyện
| CLB                     | Nước | Từ              | Đến             | Thành tích | Thành tích | Thành tích | Thành tích | Thành tích |
| CLB                     | Nước | Từ              | Đến             | Bàn        | T          | Thua       | H          | %T         |
| ----------------------- | ---- | --------------- | --------------- | ---------- | ---------- | ---------- | ---------- | ---------- |
| Swindon Town            | Anh  | 4 tháng 4 1991  | 4 tháng 6 1993  | 115        | 49         | 34         | 32         | 42.60      |
| Chelsea                 | Anh  | 4 tháng 6 1993  | 10 tháng 5 1996 | 157        | 53         | 50         | 54         | 33.75      |
| Anh                     | Anh  | 1996            | 1999            | 28         | 17         | 5          | 6          | 60.71      |
| Southampton             | Anh  | 28 tháng 1 2000 | 28 tháng 3 2001 | 52         | 22         | 18         | 12         | 42.30      |
| Tottenham Hotspur       | Anh  | 2 tháng 4 2001  | 21 tháng 9 2003 | 104        | 41         | 45         | 18         | 39.42      |
| Wolverhampton Wanderers | Anh  | 7 tháng 12 2004 | 1 tháng 7 2006  | 76         | 27         | 15         | 34         | 35.52      |